# رانومنا
رانومنا (به لاتین: Ranomena) یک منطقهٔ مسکونی در ماداگاسکار است که در ونگایندرانو واقع شده‌است. رانومنا ۱۹٬۰۰۰ نفر جمعیت دارد و ۱۲۵ متر بالاتر از سطح دریا واقع شده‌است.